# Musterovići
Musterovići (en serbe cyrillique : Мустеровићи) est un village du centre du Monténégro, dans la municipalité de Danilovgrad.

## Démographie

### Évolution historique de la population
| 1948 | 1953 | 1961 | 1971 | 1981 | 1991 | 2003 |
| ---- | ---- | ---- | ---- | ---- | ---- | ---- |
| 136  | 157  | 139  | 106  | 67   | 57   | 35   |